# Innlandet
Innlandet es un condado de Noruega. Fue creado el 1 de enero de 2020 con la fusión de los antiguos condados de Oppland y Hedmark (los municipios de Jevnaker y Lunner se transfirieron al condado vecino de Viken en la misma fecha). El nuevo condado tiene un área de 52,113 km², lo que lo convierte en el segundo condado más grande de Noruega después del condado de Troms og Finnmark .
El nombre del condado se traduce como "El interior", lo que refleja que el condado es el único sin salida al mar de Noruega. El condado cubre aproximadamente el 17% de la superficie total de la zona continental de Noruega. Se extiende desde el condado de Viken y la región de Oslo en el sur hasta el condado de Trøndelag en el norte. En el noroeste, el condado limita con Møre og Romsdal y el condado de Vestland en el oeste. Al este, el condado limita con los condados suecos de Värmland y Dalarna.
Las zonas norte y oeste del condado están dominadas por las áreas montañosas Rondane, Dovrefjell y Jotunheimen. El monte Galdhøpiggen está situado en la parte de Innlandet de Jotunheimen y, con 2.469 m, es la montaña más alta de Noruega. Las zonas oriental y meridional del condado están formadas principalmente por bosques y tierras agrícolas. Mjøsa, el lago más grande de Noruega, se encuentra en el extremo sur de Innlandet, y Glomma, el río más largo de Noruega, también atraviesa el condado.
La agricultura y la silvicultura son dos industrias importantes en el condado con aproximadamente el 20% de la producción agrícola de Noruega y aproximadamente el 40% de la madera.
Los Juegos Olímpicos de Invierno de 1994 se llevaron a cabo en Lillehammer, la segunda ciudad más grande del condado de Innlandet.

## Municipios
El condado de Innlandet tiene un total de 46 municipios:
| N.º | Municipio N.º | Nombre        | Creado             | Antiguo municipio N.º | Antiguo Condado |
| --- | ------------- | ------------- | ------------------ | --------------------- | --------------- |
| 1   | 3428          | Alvdal        | 1 de enero de 2020 | 0438 Alvdal           | Hedmark         |
| 2   | 3431          | Dovre         | 1 de enero de 2020 | 0511 Dovre            | Oppland         |
| 3   | 3416          | Eidskog       | 1 de enero de 2020 | 0420 Eidskog          | Hedmark         |
| 4   | 3420          | Elverum       | 1 de enero de 2020 | 0427 Elverum          | Hedmark         |
| 5   | 3425          | Engerdal      | 1 de enero de 2020 | 0434 Engerdal         | Hedmark         |
| 6   | 3450          | Etnedal       | 1 de enero de 2020 | 0541 Etnedal          | Oppland         |
| 7   | 3429          | Folldal       | 1 de enero de 2020 | 0439 Folldal          | Hedmark         |
| 8   | 3441          | Gausdal       | 1 de enero de 2020 | 0522 Gausdal          | Oppland         |
| 9   | 3407          | Gjøvik        | 1 de enero de 2020 | 0502 Gjøvik           | Oppland         |
| 10  | 3446          | Gran          | 1 de enero de 2020 | 0534 Gran             | Oppland         |
| 11  | 3417          | Grue          | 1 de enero de 2020 | 0423 Grue             | Hedmark         |
| 12  | 3403          | Hamar         | 1 de enero de 2020 | 0403 Hamar            | Hedmark         |
| 13  | 3401          | Kongsvinger   | 1 de enero de 2020 | 0402 Kongsvinger      | Hedmark         |
| 14  | 3432          | Lesja         | 1 de enero de 2020 | 0512 Lesja            | Oppland         |
| 15  | 3405          | Lillehammer   | 1 de enero de 2020 | 0501 Lillehammer      | Oppland         |
| 16  | 3434          | Lom           | 1 de enero de 2020 | 0514 Lom              | Oppland         |
| 17  | 3412          | Løten         | 1 de enero de 2020 | 0415 Løten            | Hedmark         |
| 18  | 3451          | Nord-Aurdal   | 1 de enero de 2020 | 0542 Nord-Aurdal      | Oppland         |
| 19  | 3436          | Nord-Fron     | 1 de enero de 2020 | 0516 Nord-Fron        | Oppland         |
| 20  | 3414          | Nord-Odal     | 1 de enero de 2020 | 0418 Nord-Odal        | Hedmark         |
| 21  | 3448          | Nordre Land   | 1 de enero de 2020 | 0538 Nordre Land      | Oppland         |
| 22  | 3430          | Os            | 1 de enero de 2020 | 0441 Os               | Hedmark         |
| 23  | 3424          | Rendalen      | 1 de enero de 2020 | 0432 Rendalen         | Hedmark         |
| 24  | 3439          | Ringebu       | 1 de enero de 2020 | 0520 Ringebu          | Oppland         |
| 25  | 3411          | Ringsaker     | 1 de enero de 2020 | 0412 Ringsaker        | Hedmark         |
| 26  | 3437          | Sel           | 1 de enero de 2020 | 0517 Sel              | Oppland         |
| 27  | 3433          | Skjåk         | 1 de enero de 2020 | 0513 Skjåk            | Oppland         |
| 28  | 3413          | Stange        | 1 de enero de 2020 | 0417 Stange           | Hedmark         |
| 29  | 3423          | Stor-Elvdal   | 1 de enero de 2020 | 0430 Stor-Elvdal      | Hedmark         |
| 30  | 3447          | Søndre Land   | 1 de enero de 2020 | 0536 Søndre Land      | Oppland         |
| 31  | 3449          | Sør-Aurdal    | 1 de enero de 2020 | 0540 Sør-Aurdal       | Oppland         |
| 32  | 3438          | Sør-Fron      | 1 de enero de 2020 | 0519 Sør-Fron         | Oppland         |
| 33  | 3415          | Sør-Odal      | 1 de enero de 2020 | 0419 Sør-Odal         | Hedmark         |
| 34  | 3426          | Tolga         | 1 de enero de 2020 | 0436 Tolga            | Hedmark         |
| 35  | 3421          | Trysil        | 1 de enero de 2020 | 0428 Trysil           | Hedmark         |
| 36  | 3427          | Tynset        | 1 de enero de 2020 | 0437 Tynset           | Hedmark         |
| 37  | 3454          | Vang          | 1 de enero de 2020 | 0545 Vang             | Oppland         |
| 38  | 3452          | Vestre Slidre | 1 de enero de 2020 | 0543 Vestre Slidre    | Oppland         |
| 39  | 3443          | Vestre Toten  | 1 de enero de 2020 | 0529 Vestre Toten     | Oppland         |
| 40  | 3435          | Vågå          | 1 de enero de 2020 | 0515 Vågå             | Oppland         |
| 41  | 3419          | Våler         | 1 de enero de 2020 | 0426 Våler            | Hedmark         |
| 42  | 3442          | Østre Toten   | 1 de enero de 2020 | 0528 Østre Toten      | Oppland         |
| 43  | 3440          | Øyer          | 1 de enero de 2020 | 0521 Øyer             | Oppland         |
| 44  | 3453          | Øystre Slidre | 1 de enero de 2020 | 0544 Øystre Slidre    | Oppland         |
| 45  | 3422          | Åmot          | 1 de enero de 2020 | 0429 Åmot             | Hedmark         |
| 46  | 3418          | Åsnes         | 1 de enero de 2020 | 0425 Åsnes            | Hedmark         |

## Asentamientos

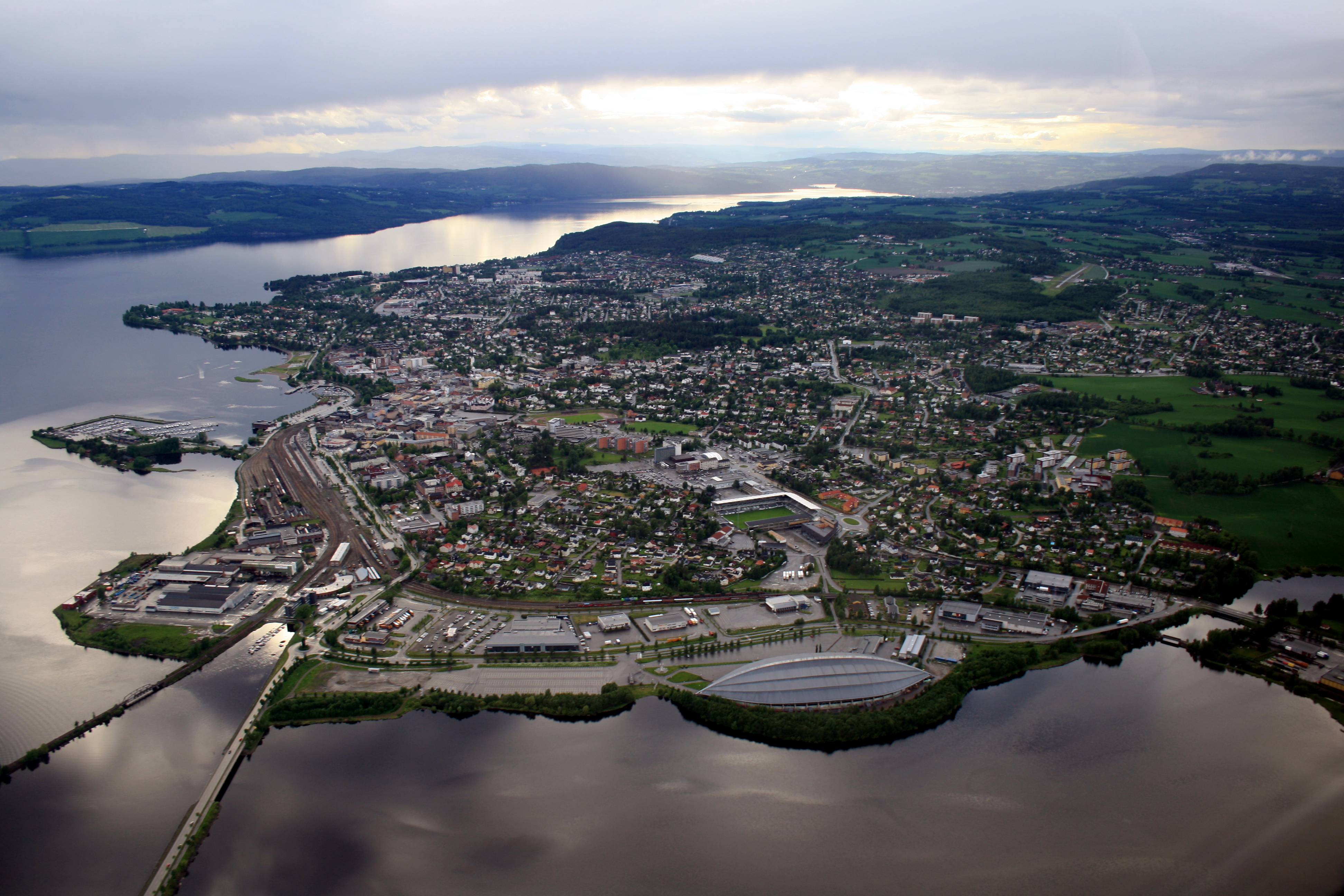
Hamar, la ciudad más grande de Innlandet.

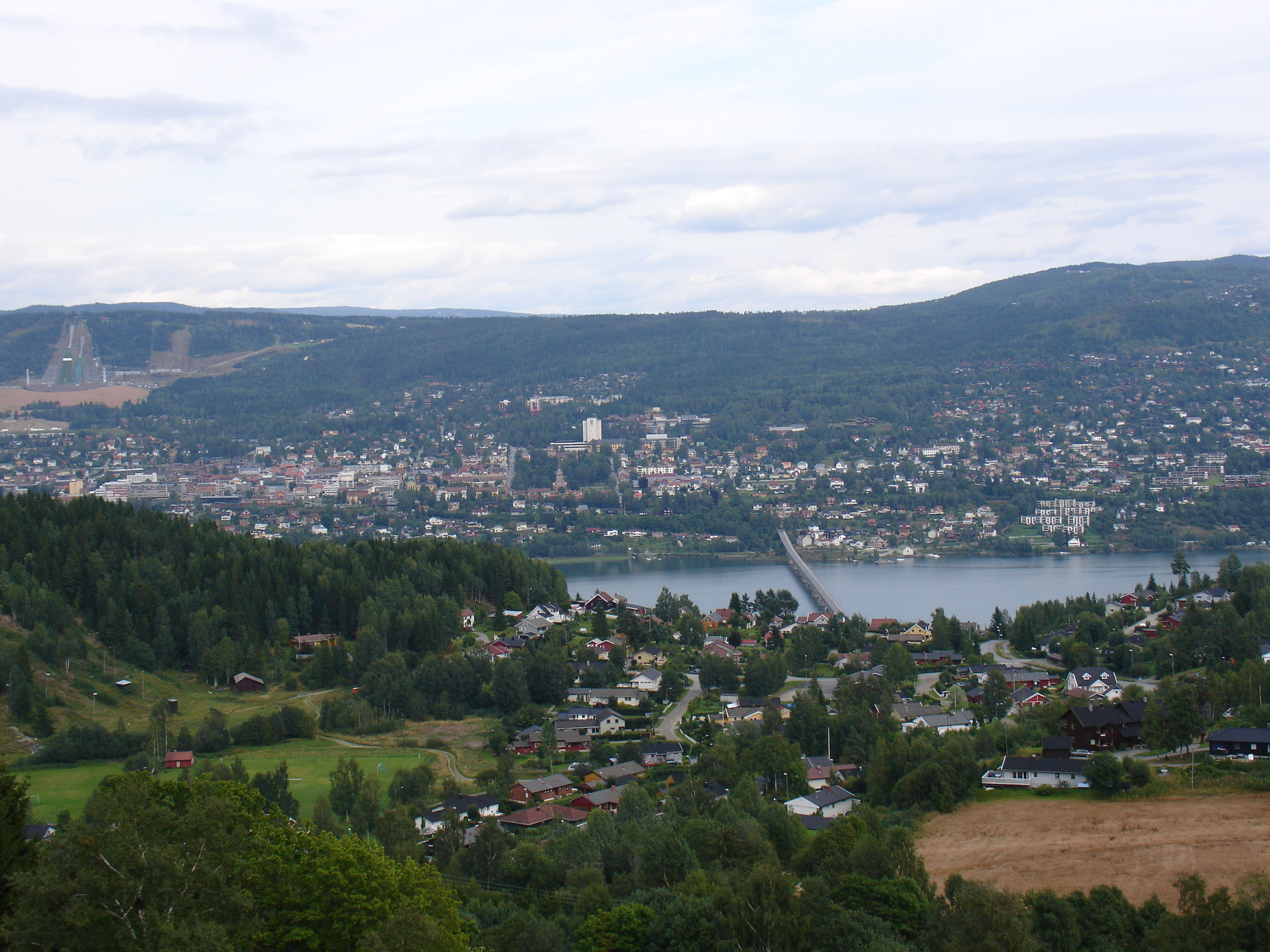
Lillehammer, la segunda ciudad más grande.

La mayoría de los asentamientos de Innlandet son bastante pequeños. A 1 de enero de 2020, Hamar es la más grande, con una población de 28.434 habitantes. Lillehammer, Gjøvik, Elverum, Kongsvinger y Brumunddal son las únicas otras ciudades con una población superior a los 10.000 habitantes. Sin embargo, Raufoss, Moelv, Vinstra, Fagernes y Otta también tienen categoría de ciudad.

## Iglesias y parroquias
| - Alvdal - Aulstad - Aurdal - Austmarka (Østmark) - Austsinni (Østsinni) - Bagn - Balke - Begndal - Biri - Brandbu (Nes) - Brandval - Bruflat - Brøttum - Bøverdal - Deset - Dovre - Drevsjø (Drevsjøhytte) - Eidskog - Eina - Elverum - Engerdal - Etnedal - Finnskog - Fluberg - Folldal - Follebu (Folleboe) - Furnes - Iglesia de Fåberg - Fåvang (Fodevang) - Garmo - Gausdal - Gjesås - Gjøvik - Gran - Grue - Hamar - Hedal - Hegge - Heidal - Capilla de Helgøy - Hof - Hoff - Hunn - Hurum - Høre - Innset - Jevnaker - Kolbu - Kongsvinger - Kvam - Kvikne | - Kvikne (Quiekne) - Land - Lesja (Læssø) - Lesjaskog - Lillehammer - Lom - Lomen (Røn, Røen) - Lundersæter - Lunner - Løten - Mesna - Mo - Nes (Brandbu) - Nes - Nord-Aurdal - Nord-Fron - Nord-Odal - Nordre-Osen - Nordberg - Nordre Etnedal - Nordre Land - Nordsinni (Hogner) - Nykirke - Odalen Branch (LDS, 1857-1873) - Opstad - Os (Dalsbygda) - Ottestad - Reinli - Rendal - Rendalen - Revholt - Ringebu - Ringsaker - Rogne - Romedal - Røn (Røen) - Saksumdal - Sand - Sollia - Stange - Sel - Sister - Skiåker - Skjåk - Skrautvål - Slidredomen - Snertingdal - Santa María - Santo Tomás - Stavsjø (Ballishol) | - Strand - Stor Elvdal - Strand - Strøm - Svatsum - Svenes - Sødorp (Søthorp) - Søndre Land - Sør-Aurdal - Sør-Fron - Sør-Odal - Sør Osen - Tangen - Tingelstad - Tolga - Torpa - Tretten (Trøtten) - Trysil - Trysil Frimenighet (1859-1891) - Tylldal - Tynset - Ulleren - Ulnes - Vallset (Tomter) - Vang (Hedmark) - Vang (Oppland) - Vardal - Veldre - Venabygd - Vestmarka - Vestre Gausdal - Vestre Slidre - Vestre Toten - Vingelen - Vinger - Volbu - Vågå - Våler - Ytre Rendal - Østre Gausdal - Østre Slidre - Østre Toten - Østsinni (Gårder) - Øvre Engerdal - Øvre Rendal - Øye (Øie) - Øyer - Åmot (Hedmark) - Åmot (Oppland) - Ås - Åsnes |